# ストレプトマイセス属
ストレプトマイセス属（ストレプトマイセスぞく、Streptomyces、ストレプトミケス属とも）はグラム陽性細菌に分類される真正細菌の一属。2021年7月現在、公に認められた正当な種は671種、シノニムを含めば811種が登録されている。

## 特徴
抗生物質の大部分を生産する細菌で、放線菌の多数を占める。主に土壌中に棲息し、中には根菜類に病気を引き起こすものもある。土壌の土臭い匂いはこの放線菌から放出されるゲオスミン、2-メチルｰイソボルネオールなどの揮発性有機化合物による。多くの菌株が抗生物質を生産する。
ゲノムサイズはおおむね700万 - 1000万bpで、細菌の中ではかなり大きい。最大のものはStreptomyces rapamycinicus（ラパマイシンの産生菌）の1270万bpで、真核生物の出芽酵母（約1200万bp）とそれ程変わらない大きさである。

## 代表的な菌種
ストレプトマイシン生産菌 (S. griseus)抗生物質ストレプトマイシンの生産菌。タンパク質合成を阻害することによりバクテリアの成長や代謝を停止させる。
カナマイシン生産菌 (S. kanamyceticus)抗生物質カナマイシンの生産菌。梅沢浜夫らによって発見された。
ダウノマイシン生産菌 (S. peucetius)制がん剤として用いられるダウノマイシンを生産する。
アクラシノマイシン生産菌 (S. galilaeus)心毒性が低く、急性白血病、悪性リンパ腫、乳がん他に臨床的に使用されるアクラシノマイシンを生産する。
フェノキサゾン系抗腫瘍性抗生物質生産菌 (S. parvulus) (S. antibioticus)抗菌作用も強い。